# Clifford Griffith
Clifton Reign „Cliff“ Griffith (* 6. Februar 1916 in Nineveh, Indiana; † 23. Januar 1996 in Rochester, Indiana) war ein US-amerikanischer Autorennfahrer.

## Karriere
Griffith startete zwischen 1950 und 1956 in unregelmäßigen Abständen in der AAA-National-Serie und 1961 in der USAC-Serie. Insgesamt kam er auf 19 Rennen, wobei er sich achtmal unter den besten zehn platzieren konnte. Sein bestes Ergebnis war der vierte Rang beim Rennen in Springfield 1950. Viermal war er auch bei den 500 Meilen von Indianapolis am Start. Sein bestes Resultat war hier ein neunter Platz, den er 1952 in einem Kurtis Kraft-Offenhauser erzielte. Acht Mal konnte er sich für das Rennen jedoch nicht qualifizieren.
Da die 500 Meilen von 1950 bis 1960 zur Weltmeisterschaft der Formel 1 gehörten, stehen bei Griffith auch drei Teilnahmen in der Fahrerweltmeisterschaft in den Startlisten. Punkte für die Weltmeisterschaft konnte er nicht erzielen.

## Statistik

### Indy-500-Ergebnisse
| Jahr | Startnr. | Start | Qual (km/h) | Ergebnis | Runden | Führung | Ausfall         |
| ---- | -------- | ----- | ----------- | -------- | ------ | ------- | --------------- |
| 1950 | 66       | DNQ   |             |          |        |         |                 |
| 1951 | 23       | 18    | 215,359     | 28       | 30     | 0       | Hinterachse     |
| 1952 | 22       | 9     | 219,833     | 9        | 200    | 0       |                 |
| 1953 | 24       | DNQ   |             |          |        |         | Trainingsunfall |
| 1954 | 22       | DNQ   |             |          |        |         |                 |
| 1956 | 27       | 30    | 227,654     | 10       | 200    | 0       |                 |
| 1957 | 31       | DNQ   |             |          |        |         |                 |
| 1960 | 29       | DNQ   |             |          |        |         |                 |
| 1961 | 26       | 30    | 233,382     | 24       | 55     | 0       | Motor           |
| 1962 | 84       | DNQ   |             |          |        |         |                 |
| 1963 | 72       | DNQ   |             |          |        |         |                 |
| 1964 | 35       | DNQ   |             |          |        |         |                 |

| Legende  | Legende            | Legende                                                          |
| Farbe    | Abkürzung          | Bedeutung                                                        |
| -------- | ------------------ | ---------------------------------------------------------------- |
| Gold     | –                  | Sieg                                                             |
| Silber   | –                  | 2. Platz                                                         |
| Bronze   | –                  | 3. Platz                                                         |
| Grün     | –                  | Platzierung in den Punkten                                       |
| Blau     | –                  | Klassifiziert außerhalb der Punkteränge                          |
| Violett  | DNF                | Rennen nicht beendet (did not finish)                            |
| Violett  | NC                 | nicht klassifiziert (not classified)                             |
| Rot      | DNQ                | nicht qualifiziert (did not qualify)                             |
| Rot      | DNPQ               | in Vorqualifikation gescheitert (did not pre-qualify)            |
| Schwarz  | DSQ                | disqualifiziert (disqualified)                                   |
| Weiß     | DNS                | nicht am Start (did not start)                                   |
| Weiß     | WD                 | zurückgezogen (withdrawn)                                        |
| Hellblau | PO                 | nur am Training teilgenommen (practiced only)                    |
| Hellblau | TD                 | Freitags-Testfahrer (test driver)                                |
| ohne     | DNP                | nicht am Training teilgenommen (did not practice)                |
| ohne     | INJ                | verletzt oder krank (injured)                                    |
| ohne     | EX                 | ausgeschlossen (excluded)                                        |
| ohne     | DNA                | nicht erschienen (did not arrive)                                |
| ohne     | C                  | Rennen abgesagt (cancelled)                                      |
| ohne     | keine WM-Teilnahme |                                                                  |
| sonstige | P/fett             | Pole-Position                                                    |
| sonstige | 1/2/3/4/5/6/7/8    | Punktplatzierung im Sprint-/Qualifikationsrennen                 |
| sonstige | SR/kursiv          | Schnellste Rennrunde                                             |
| sonstige | *                  | nicht im Ziel, aufgrund der zurückgelegten Distanz aber gewertet |
| sonstige | ()                 | Streichresultate                                                 |
| sonstige | unterstrichen      | Führender in der Gesamtwertung                                   |